# Station Donzère
Station Donzère is een spoorwegstation in de Franse gemeente Donzère.